# نظرية العمارة (كتاب)
نظرية العمارة هو كتاب عن الهندسة المعمارية من تأليف نيكوس سالينكاروس، نُشر في عام 2006. وهذا الكتاب هو إعادة عمل لمقالات منشورة سابقًا استخدمت في الدراسات العليا للعمارة. وأربعة من الفصول الاثني عشر كانت مكتوبة أصلًا بالتعاون مع مايكل ميهافي، تيري ميكفين، ديبورا تيخادا، وهينغ سينغ يو.
الكتابات الأكثر حداثة سالينكاروس ركزت على البيوفيليا (حب الطبيعة) كعنصر أساسي من عناصر البيئة المبنية، وبذلك فهي تحمل أفكار إدوارد أوزبورن ويلسون تجاه المشروع المستدام. (Edward Osborne Wilson- عرف علم الاجتماع البيولوجي، أو السوشوبيولوجي، كدراسة منهجية للسلوك الاجتماعي)

هذا الكتاب هو بداية هجوم مضاد منتظر ومتوقع: المؤلف، هو أستاذ في جامعة تكساس، يعرض نقدًا جذريًا لتدميرية أحدث الاتجاهات المعمارية التفكيكية، أحدث موضة للمهندسين المعماريين، تكشف عن حقيقة جميع تيارات الحداثة، والتي هي مدمرة للمدينة والمجتمع والثقافة الإنسانية. في الواقع أنتجت مدنًا غير صالحة للعيش، مع ضجيج متواصل، وتدمير للمصفوفة الطبيعية، كما هي خطيرة وأنانية، وجميع الفظائع التي تلت عن ذلك، وبالتالي فإن المجتمع المتقدم أصبح كابوسًا، المباني مشوهة وخطيرة. وقراءة هذا الكتاب مهمة لأي شخص يهتم بالعمارة، وينبغي أن يكون إلزاميًا في المؤسسات التي تُدرس التصميم والتخطيط وغيرها من مجالات البيئة المبنية برأي بعض المعماريين.
المؤلف يتحدث عن الكتاب كالآتي: "هذا الكتاب يعرض بعض الأفكار التي بحثت في محاولة لاستكشاف أسس التصميم المعماري. قادني البحث إلى تطبيق العلوم والرياضيات في الهندسة المعمارية، هذا البحث أحرز نتائج جديدة ومفيدة. معظم المعماريين يعرفون عن تطبيق المبادئ الرياضية في تاريخ العمارة القديمة مثل العلاقات النسبية—ولكن ليس هذا هو النوع من الرياضيات الذي يحكم العمارة بشكل شامل. إنها، بالأحرى، رياضيات الفراكتل (الهندسة الكسيرية- fractals)، ونظرية المعلومات والتعقيد. لقد قدمت هذه النتائج في طريقة مبسطة أكثر ما يمكن، ليكون مفيدًا للمعماريين، وكذلك لطلاب العمارة، حتى لأولئك الذين معرفتهم الرياضية متواضعة جدًا.
كل فصل من فصول الكتاب يتكون من واحد من مقالاتي حول الهندسة المعمارية. هذا الموجز يمكن استخدامه كدليل للتصميم المعماري، أو كمواد تكميلية. بالفعل، الفصول المختلفة استخدمت في كثير من المدارس منذ بداية نشرها. المضمون هو ان العمارة ينبغي أن تستند إلى المبادئ التي يتم الاستدلال عليها من فحص دقيق للتجارب العلمية والتجريبية. أعرض النتائج الجديدة بطريقة أصلية عن التصميم المعماري ومبادئه الأساسية. تكويني المعماري هو نتيجة تعاملي الطويل مع كريستوفر ألكسندر ومساعدته في نشر الكتاب طبيعة النظام ("The Nature of Order")، ولذلك، بطبيعة الحال، عملي متأثر بشكل عميق من عمل ألكسندر".
يتطرق الكتاب الى كيفية التصميم من خلال التكيف مع احتياجات وحساسية الإنسان، ولكن بمعزل عن أي نمط معين. هنا يوجد توحيد بين العمارة التقليدية ونوع جديد من الانضباط العلمي. يُفسر الكثير من المعرفة التي يفهمها الناس بشكل غريزي عن العمارة، ويضع تلك المعرفة لأول مرة في موجز وبشكل مفهوم. فصول الكتاب تتناول مواضيع حساسة للغاية: ما الذي يدفع المعماريون على إنتاج الأشكال التي يبنوها، ولماذا يستخدمون عدد ضئيل فقط من المفردات البصرية.
«العمارة والتعمير تتطلب تواضع من الخالق الفردي للخلق المقدس للكون، فضلا عن حدس الجمال والوئام والعدالة، والحقيقة والخير»—لوسيان ستيل (Lucien Steil).

## الأصالة
هذا الكتاب ينضم إلى الحركة الأخيرة التي تفسر الظواهر الاجتماعية والثقافية من خلال النماذج العلمية. من الكُتاب الذين كتبوا عن العلوم الشعبية وبنتائج إيجابية، ريتشارد دوكينز (Richard Dawkins)، ستيفن بينكر (Steven Pinker)، وإدوارد أوزبورن ويلسون (Edward Osborne Wilson). منذ ذلك الحين بينوا ماندلبروت (Benoit Mandelbrot) قال أن العمارة التقليدية كانت أكثر ارتباطا بالفركتل من مباني القرن العشرين، وهذا أثار اهتمام الناس حول إمكانية فهم الشكل المعماري بلغة الرياضيات. طبيعة الفركتل للهياكل الطبيعية واضحة في التضاريس، والناس لاحظوا أن العمارة التقليدية تُمزج بشكل أفضل مع المناظر الطبيعية.
سالينكاروس كمَل عمل كريستوفر الكسندر، ووضع ملاحظات عن توليف الشكل (Synthesis of Form)، عن لغة نمط (Pattern Language)، وعن طبيعة النظام (Nature of Order). نيكوس تعاون مع الكسندر لسنوات عديدة، وكان واحد من محرري «طبيعة النظام». فهو يقترح القوانين الرياضية للتحجيم، ودعم الدور الأساسي للفركتل (نمط هندسي ذات نمو متكرر) في العمارة، وقدم وصفا لقواعد التواصل بين التقسيمات الفرعية التي يمكن أن تساعد على إنتاج تصميمات أكثر جمالاً. في الواقع، القواعد الجمالية الأصلية تأتي من العلم وليس من أي مصدر فني عفوي. قال ألكسندر بأن هذه النظرية للتصميم تتوافق بشكل وثيق مع تطورات البشر التي تستحق التقدير. الكتاب يقدم العديد من الطرق العلمية المبتكرة للاقتراب من التصميم، وتعارض الأساليب المجردة والغير رسمية التي تعتمد فقط على القدرة على التصور (imageability).

## الفائدة
علم الرياضيات يكتب عن نظرية العمارة، ولكن هذا الكتاب لا يُقرأ مثل أي نص رياضيات (هناك عدد قليل جدًا من المعادلات). كما أنه لا يشبه الكتب التي عادة ما تكتب عن نظرية العمارة، والتي تميل إلى الاعتماد بشدة على الفلسفة. بدلًا من ذلك، أنه يعطي أدوات عملية عامة وأفكار جديدة للتصميم. موضحا التصميم كعملية تدريب عملي على العمل، والغريب في الأمر أن هذا النص هو أكثر جوهريه من العديد من كتب نظريات العمارة المعاصرة.

## التأثير
الأمير تشارلز كتب في تمهيد هذا الكتاب: أن سالينكاروس هو مفكر جديد وقادر على إثارة الاهتمام والفضول. مثل الأمير تشارلز، سالينكاروس معجب كبير بالعمارة الإسلامية، ونظرية التصميم الذي يقدمه الكتاب يمكن أن تكون صالحة أيضا للعمارة الكلاسيكية والإسلامية، أو أي عمارة عامية أو تقليدية.
'الكتاب يعرض وجهة نظر مختلفة جدا عن الهندسة المعمارية والتصميم، التي اخذت من النصوص التعليمية المستخدمة في مدارس الهندسة المعمارية خلال العقود العديدة الماضية. الكتاب ينتقد التعليم الحالي للهندسة المعمارية لانة يستمر في الاعتماد على عدد محدود من النماذج دون التمحيص فيها، وهذا يؤدي تلقائيا إلى عدم القابلية على التكيف والاستدامة. يمكن للمرء أن يحصل من ردة فعل الطبيعية على العديد من الامثلة للتأكد من هذه الانتقادات والتي فيها سوف يجد المصممون الكثير من المواد المفيدة لعمل نهج جديد في تعليم العمارة.
علماء الأنثروبولوجيا K. Sorvig J. Quillien علقوا قائلين: "إن روح يعقوب برونويسكي (Jacob Bronowski) يتخلل أعمال نيكوس سالينكاروس. "إن نظرية العمارة" تقودنا مباشرة إلى قلب الأسئلة الصعبة. سالينكاروس يستكشف الطرق من أجل توضيح وإضفاء طابع رسمي على فهمنا للأشكال الجمالية في البيئة المبنية، وذلك باستخدام الرياضيات، الديناميكا الحرارية (Thermodynamics)، والداروينية (Darwinism)، نظرية التعقيد (complexity theory) والعلوم المعرفية (cognitive sciences). المسلمات الثقافية المستمدة من قواعد التحجيم هي التي تحكم الطبيعة البشرية في تقدير الهندسة المعمارية.
المهندس المُدرس أشرف سلامة قال أن هذا الكتاب هو ذات قيمة كبيرة لمُدرسين العمارة. فهو يساعدهم على تصحيح بعض المفاهيم الخاطئة الموروثة في تعليم الهندسة المعمارية... المعرفة عادة ما تُقدم للطلاب بطريقة ارتجاعية حيث التعميمات التجريدية والرمزية تستخدم لوصف نتائج البحوث دون بث الإحساس بالظواهر الموصوفة، وفي عام 1988 أكد دونالد شون (Donald Schon) هذا الرأي: بدلًا من إعطاء الطلاب التفسيرات الجاهزة عن عمل المعماريين المشهورين، هذا الكتاب يقدم رؤية أعمق في فهم الجوهر الحقيقي للهندسة المعمارية. وأنا أقترح على مدرسين العمارة أخذة بعين الاعتبار في شرح نظريات العمارة سواء في برامج البكالوريوس وأيضاً في الدراسات العليا.
الكثير من فصول هذا الكتاب ترجمت إلى لغات مختلفة.

## المواضيع الأساسية

### العمليات الداروينية
التصميم يتطور بطريقتين: في ذهن المعماري من أجل التوصل إلى تصور نهائي، وعن طريق متغيرات في تصنيف المبنى على قيد الإنشاء على أرض الواقع. وهناك العملية الداروينية تلعب دورا هاما في تصميم وتطور (أو استمرار) الأنماط المعمارية. سالينكاروس يخلق إطار لهذه الآليات حيث يحدد كيف تتطور التصاميم، والخطوط العريضة لنموذج مفصل. مفتاح قلقه الرئيسي هو في فهم معايير الاختيار بين البدائل المتنافسة: هل هو بدافع التكيف مع الاحتياجات الإنسانية، أو هو على أساس مطابقة بين صور عشوائية ؟ وما هو نوع العمارة من الناتجة؟
سالينكاروس يستخدم عمل ريتشارد دوكينز (Richard Dawkins)، وخاصة النموذج ميمي (meme -ميمي: الوحدة الأساسية للتطور الثقافي الإنساني مشابهة للجينات في الوراثة)، لشرح كيف أنماط العمارة وعناصر التصميم تنتقل في المجتمع.
سالينكاروس يركز على النقد اللاذع للطرز المعمارية مثل الحداثة (modernist) وما بعد الحداثة (post-modernist)، والتفكيكية (deconstructivist). سالينكاروس يدّعي أن هذه العمارة هي غير تكيفية تُبث في المجتمع على طريقة إعلانات جلجل (jingle)، وليس بسبب صفاتها الجديرة بالاهتمام.

### التعقيد
سالينكاروس يستخدم نموذج معقد لتقدير «نوعية الحياة» في المبنى، والكمية التي تقيس تنظيم المعلومات البصرية. وقال ان هذا النموذج مبني على مقارنة مع عمليات الفيزياء الحرارية، ويمتد من عمل سابق ل هربرت سيمون (Herbert_Simon) وارن ويفر (Warren_Weaver). المصطلحات تنشأ من التشابه مع الأشكال البيولوجية. سالينكاروس ميز بين التعقيد «المنظم» و«غير المنظم»، ومضى قدما في المطالبة (بالاستناد على البيولوجيا) بالمزايا الايجابية القديمة.
على الأقل بالنسبة لأولئك الذين يحبون المباني التقليدية، يوجد هناك علاقة بين تدابير "الحياة" وادراك قدرها العالي في المبنى. من ناحية أخرى في المباني التقليلية (Minimalist) والتفكيكية (deconstructivist)، ذلك المعدل منخفض جدا، وهذه هي نقطة خلاف مع معظم المهندسين المعماريين. كريستوفر الكسندر يستنسخ نتائج سالينكاروس في كتابة طبيعة النظام، قائلا: "يُقال ان معادلة حسابية بسيطة مبنية على أسس من اعتبارات عن طبيعة بنية الحياة، لا يهم كم هي بدائية، لكنها تقود إلى أنواع من النتائج المطلقة. وفي تحليلات أخيرة تبين أنه يمكنان تستخدم في قياس مستويات الحياة الكامنة في العمارة..

### أدلة قواعد التصميم
سالينكاروس يصف العمارة (أو على الأقل تلك التي يعتبرها تكيفية) كظاهرة نمو مميزة. الفكر المعماري المعاصر في الآونة الأخيرة يتحرك في هذا الاتجاه، وهذا الكتاب يساهم في تقدمة إلى الأمام. في الوقت الحاضر، عموما، نظرية المعمارية تحولت إلى جهة نظر ضيقة، متجاهلة الفراغ المعماري ومعانية.

في نقاش أوسع، أصحاب النظريات المعاصرة يهتمون مرة أخرى بالظاهراتية (phenomenology- حركة فلسفية معاصرة للتصميم المعماري، تهتم في مجال علمي محدد قائم على دراسة مواد البناء وخاصيتها الحسية). كريستوفر الكسندر وسالينكاروس تجاوزوا الأدوات الفلسفية المحدودة القديمة للظاهرتية لاستخلاص نتائج مبنية على أدلة. بينات التصميم هي عملية اتخاذ القرارات بشأن البيئة المبنية بالاستناد على البحوث ذات مصداقية لتحقيق أفضل نتائج ممكنة، تستخدم حاليا في تصميم بيئات الشفاء مثل المستشفيات ومرافق الرعاية الصحية.
وبالتوازي مع تطورات فكرية في مجالات أخرى هناك ثورة في مجال البحث العلمي في نهاية الألفية، كُتاب مثل سالينكاروس، الكسندر، وآخرون يسعون إلى بناء المعرفة النظرية في الهندسة المعمارية من النتائج التجريبية.
هذة المواضيع اعتمدت من قبل مجموعة من المهندسين المعماريين في تطبيق البيوفيليا، وهو مصطلح استخدمه ادوارد اوزبورن ويلسون لوصف الذاتية، والاستعداد الوراثي للكائنات البشرية نحو الهياكل الموجودة في الكائنات الحية الأخرى، مثل الحيوانات والنباتات.

مفتاح الباحثين الرئيسيين في التصميم البيوفيلي هو الرجوع إلى عمل سالينكاروس، وإلى فصول هذا الكتاب على وجه الخصوص.

### لغات النمط
سالينكاروس طور لغات نمط (Pattern languages)، التي قدمت أصلا من قبل كريستوفر الكسندر، واستخدمت في الهندسة المعمارية، وكذلك في تصميم البرمجيات. في وقت سابق كتب سالينكاروس وثيقة مهمة عن «بنية لغات النمط»، واصفاً فيها توافقيات الأنماط اللازمة وفعالية استخدامتها. هذا ينطبق على كل من البرمجيات والتصميم المعماري والحضري. في «نظرية العمارة»، سالينكاروس بين كيف يمكن الجمع بين لغة النمط ولغة الشكل للحصول على طريقة تصميم قابلة للتكييف. المسالة هي أنة بينما التجريد المقبول، المرتبط بأسس علمية في التصميم، له الكثير من القواسم المشتركة مع تطورية الأجهزة (Evolvable hardware) وهو أكثر فعالية من المناقشات الفلسفية الموجودة في نظرية العمارة المعاصرة.

### اسلوب الفركتل
هذا الكتاب يناقش كيف أذهاننا تتصور (perceives) وتدرك (conceives) الشكل المعماري، ويضع مسلمات بان الفركتل وغيرها من الآليات التنظيمية تلعب دورا رئيسيا في الإدراك الحسي. ثم يناقش مسالة أن البشر بطبيعة الحال يفضلون الفركتل والهياكل المنظمة، استنادا إلى الكيفية التي يعمل بها العقل.

معظم خبراء البيولوجيا التطورية الحديثة تقبل فكرة أن التطور يعتمد على جيومترية البيئة الطبيعية، وبالتالي يجب أن تكون متسقة مع البنية المورفولوجية والبيولوجية. ومع ذلك، فإن الرأي القائل بأن الاصطفاء الطبيعي قد جعل العقل يفضل بعض الأشكال والتكوينات هو أكثر إثارة للخلاف والجدل.

#### الفركتل في العمارة الجديدة
في السنوات الأخيرة، تم تطبيق الطريقة العلمية في التفكير التحليلي للعثور على القوانين الأساسية للعمارة والعمران، بالتعاون بين سالينكاروس والمنظّر المعماري كريستوفر الكسندر. وتظهر النتائج أن المبنى أو المدينة، يخضع لنفس القوانين التنظيمية لاي كائن بيولوجي أو لاي برنامج كمبيوتر معقد. العمارة الجديدة تعتمد على قواعد علمية بدلا من أن تُملى من الأسلوبية. باستخدام هذه القواعد، يمكننا إنشاء مبان جديدة لها نفس إيجابية المباني التاريخية، دون نسخ لا الشكل ولا الأسلوب.

المباني التاريخية الكبرى والعمارة العامية (الشعبية) في جميع أنحاء العالم، لها تشابه بالرياضيات. واحدة من هذه هي بنية الفركتل: التي يمكن ملاحظتها على كل مستوى من التكبير (magnification)، وبين المستويات المختلفة هناك ترابط قوي في التصميم. في المقابل، مباني الحداثة ليس لها صفات الفركتل، أي لديها عدد قليل من المقاييس، والتي لا ترتبط مع بعضها بأي شكل من الأشكال. في الواقع، يمكن للمرء أن يرى قاعدة غير مكتوبة في التصميم العصري وهي تجنب مقاييس التنظيم الفركتلي.
فإننا نرى هذا النوع من البنية الفركتلية في المباني التقليدية، وأيضاً في العمارة الشعبية هناك خصائص فركتلية.اعتقاد المؤلف هو أن الدماغ مصنوع لبناء الأشياء بطريقة معينة، لذلك فطرياً لا بد لنا أن نبني عمارة فركتلية. نحن بحاجة إلى توليد أنواع معينة من الأشكال والعلاقات الهندسية. ولكن بعد أن نتأثر بنمط معين نبتعد عن ما هو طبيعي بالنسبة لنا.
المدن—على الأقل تلك الأكثر جمالاً - مثل باريس والبندقية ولندن- عادة ما تتكون من الفركتل، أي من نمط هندسي ذات نمو متكرر. كل شيء، الطرق والشوارع واشكال الواجهات ووضع الأشجار هو فركتل. وقد تم قياس هذا رياضيا من قبل باحثين مثل بيار فرانكهاوزر (Pierre_Frankhauser) ومايكل باتي (Michael Batty).
الفركتل له سمتان ذات صلة: - يظهر تعقيد في كل تكبير، الحواف والروابط بينهم غير متجانسة، بل إما أن تكون مثقوبة أو مجعدة. الفركتل لديه هيكل رابط على مستويات مختلفة. المدن التاريخية منظمة بشكل جيد في كل تكبير، في حين أننا في المدن المعاصرة نرى هذا التنظيم على بُعد واحد فقط.
في الفركتل ليس هناك خطوط مستقيمة. السطح مستوي ليس لدية بنية جزئية. وبالتالي ليس فركتل. الأعمدة والأقواس، صفوف من المباني الضيقة مع العابرة مسارات، جميعها تتوافق مع نفاذية الأغشية بفتحات تسمح بالتبادل—هذا هو إحدى نواع الفركتل.
عندما تتفاعل المناطق الحضرية النافذة، فإنها معقدة، مثل النهر المتعرج أو الستارة المطوية. حافة المبنى تتشابك مع الفراغ المجاور، ينشأ نوع آخر من الفركتل. هذا الطي العفوي هو نتيجة القوة الطبيعية للمناطق الحضرية، على سبيل المثال، أجزاء من المباني التي تنمو على الرصيف. على الرغم من التهديد الواضحة للأماكن العامة، يبدو أنها تمثل التطور الطبيعي للحدود إلى نوع كسري أكثر استقرارا.
من المؤكد اننا لا نفهم ما يحدث في نظام المدينة لان لة علاقة بمقاييس كبيرة، في حين أننا ندرك المقاييس الإنسانية التي هي بطبيعة الحال صغيرة. لذلك فان الهياكل المعمارية الأهم توجد على مقاييس صغيرة، من الدرج حتى تفصيل المواد.
أحد الأهداف المعلنة للحداثة هو عدم استعمال واجهات معمارية ذات بعد كسري. والتي استعيض عنها بواجهات مستقيمة وطويلة، وبالتالي بمباني صارمة ومصفوفة على نفس الاستقامة. السبب الذي قُدم هو لتنظيف فوضى المدن القديمة، ولكن هذة الفوضى كانت التعقيد المنظم الذي أعطى للمدننا الحياة.
لنتصور مجموعة من الواجهات الفركتلية أنشئت بواسطة نموذج ميكانيكي. خذ سلك وضغط بالتساوي عليه طوليا. سوف يتشبك ويتغضن، لخلق حدود فركتلية ذات بعد أكبر من واحد. (البعد هو أكثر من سطر واحد لأنة يملأ المنطقة بالتموجات، وسيكون البعد = اثنين إذا شغلت تلك التموجات كل المنطقة).
ثم إذا سحبناه من الطرفين لتعديله، فإن الخط سيُقوم أولاً، وبعد ذلك سينكسر إلى قطع صغيرة مصطفة على نفس الاستقامة. بهذا أنشئنا خط فركتلي ببعد فركتلي أقل من واحد (أي، خط مثقوب هو، رياضياياً، أقرب إلى مجموعة من النقطة التي بعدها == صفر بالنسبة لخط متواصل طولة == واحد).

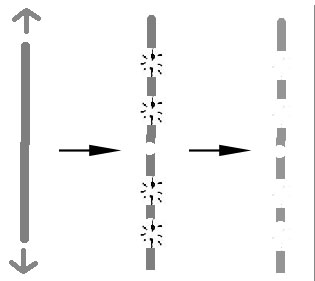
فركتل ناتج عن شد خط مستقيم وانكسارة

من جميع الخطوط الممكن انشائها بهذة الطريقة، الخط المستقيم له احتمال ضعيف في التغير، ولكن هذا ما يحاول أن يفرضوا المعماريين في كل مكان. القرى التقليدية تُظهر طائفة لا حصر له من التفاعل البصري بين والواجهات والشوارع. هناك، يجد المرء منحنيات لطيفة بمقاسات صغيرة، والتي تصبح خطوط تقريبا مستقيمة على نطاق واسع.
حتى في التخطيطات الرسمية أو الصرحية، البنية المنحنية مثل الدائرة والهلال تنتج من الضغط، ولذلك فهي مطوية على مقياس الإنسان. العكس هو الأعمدة والممرات، والتي تأتي من الشد ولذلك فهي مستقيمة. وإن كانت هناك أروقة مقوسة، مثل القديس بطرس (Piazza-San-Pietro)، فأنها أقل نجاحا من البنية التي تتبع نموذج الضغط.
.
الفراغات الأكثر من خمسة أمتار بين الأعمدة تنفر المستخدم. لهذا السبب المباني المستوية والناعمة، التي اصطفت على نفس الاستقامة وتباعدت بينها بمسافة تقارب العشرين متر، يمكن ان تشبه بخط فركلتي على الورق، ولكنها في الطبيعة تتجاوز مقاسات الإنسان وبهذا فهي غريبة ولا تعتبر فركتل بالنسبة لمقاس الإنسان.
العمارة الجديدة تساعد كثيراً في التخطيط البيئي. القوانين العلمية تربط الإنسان بما يحيط به بفضل نوعية البنية الفركتلية. الهياكل الطبيعية هي فركتلية كما هي أيضاً العمارة التقليدية. الحداثة علمتنا ان نتخلص من البنية الفركتلية في بيئتنا، والاستعاضة عنها بغير الكسري. هذه الفلسفة ليس لها أي احترام للشجرة، أو لبناء قديم. حالما ندرك أننا فقط مرتبطين عاطفياً بالهياكل الفركتلية، فإننا سوف نعكس أولوياتُنا، ونقدر شجرة أكثر من حداثية المكعب الزجاجي. عندئذ فقط، يمكننا ان نفكر مرتين قبل استبدال الأولى بالأخير.
اليوم العمارة والعمران وصلوا إلى طريق مسدود، لأن القواعد التي تعلمها الطلاب في المدارس تتعارض مع التنظيم البنيوي للأشكال الحيوية. فركتلية المدن القديمة تم محوها عن عمد، لفرض بعض القواعد الأسلوبية الاعتباطية. وقد أدى ذلك إلى فصل الفلسفية والنفسية، والصلة المادية بين البشر وبيئتهم. من هنا الاحتجاجات ضد المعماريين ومخططي المدن لانهم تعمدوا في تدمير البيئات المبنية المريحة والمغذية عاطفيا، يستمر بناء مدننا كأماكن غريبة عن الأنشطة البشرية. مثلاً، المدينة المعاصرة—فشلت فشلا ذريعا كبيئة للإنسان من سن الطفولة حتى المراهقة. البيئيون ينسبون مسؤولية هذا الضرر البيئي إلى المعماريين، ولكن في الواقع الضرر هو أكثر عمقا من ذلك بكثير.

### التعصب الهندسي
عبارة «تعصب هندسي (geometrical fundamentalism)» في هذا الكتاب صاغها مايكل ميهافي (Michael Mehaffy) وسالينكاروس كطريقة استفزازية للتعبير عن هيمنة التجريد، وعن الاشكال المنليثية (monolithic) للعمارة الحديثة. كونها سهلة لبناء، هذة النماذج البسيطة انتشرت على مستوى عالمي وتهيمن حاليا على العمارة ككل. «واحدة من نقاط القوة في النمط الدولي (International Style) هو أن حلول التصميم تتم دون اعتبار الموقع والمناخ». ومع ذلك، من خلال عدم السماح لحرية الشكل المعماري للتكيف مع الظروف المحلية والبيئة المبنية اتجهت العمارة بعيدا أكثر فاكثر عن الاستدامة (Sustainability).

### ثقافية التغليف
الكتاب صاغ أيضا مصطلح التغليف (encapsulation) لوصف الميمي المعمارية (architectural meme) المجمعة داخل ميمي الاجتماعية. هذا النموذج يشير إلى أن الثقافة الميمية تكرر النماذج البشرية، البناء ونماذج المناطق الحضرية تتكاثر ليس لفائدتها بل لأسباب أخرى. الزعم هو أن النماذج التي يحصل عليها عن طريق التغليف هي أكثر جاذبية. سالينكاروس وتيري ميكتين (Terry Mikiten) أقترح أن التغليف يساعد الميمي المعمارية على البقاء والتكاثر.

على وجه الخصوص، ظواهر مثل (ربما غير عملية) الموضات المعمارية، حيث العملاء لا يعززون مجال الصحة النفسية والشعور بالسعادة في الإنتاج، يمكن تفسيرها باعتبارها تلخيصات مغلقة للتكرار. العكس صحيح أيضا : وهو تصنيف العمارة التكيفية، مثل الأبنية العامية القديمة، كثيرا ما يجري تجنبها لأنها مغلفة ضمن علامات سلبية اجتماعيا (وليس «تقدمية» بما فيه الكفاية). عند النظر إليها من وجهة نظر التغليف الميمي والاصطفاء الطبيعي، العديد من الظواهر المعمارية التي كان من الصعب شرحها تصبح أسهل للفهم.

## فصول الكتاب
- المقدمة كتبت من قبل أمير ويلز (The Prince of Wales), ومن ثم يليها مقدمة أخرى من قبل كينيث ماسدين الثاني (G. Masden II)

### الفصل 1. قوانين الهندسة المعمارية من منظور فيزيائي
ثلاثة قوانين معمارية تم الحصول عليها عن طريق المقارنة مع المبادئ الأساسية المادية (basic physical principles). يمكن تطبقها على كل من البنية الطبيعية وتلك المصنوعة حِرفياً. قد تسخدم هذه القوانين لإنشاء مباني توفر الراحة النفسية والجمال، مثل المباني التاريخية العظيمة. قوانين تتماشى مع العمارة الكلاسيكية والبيزنطية والقوطية والإسلامية، والفن الحديث (Art Nouveau)، ولكن ليس مع الأشكال المعمارية الحداثية التي انشئت في اخر سبعين سنة. يبدو أن عمارة الحداثية للقرن العشرين تناقضت عمدا مع جميع أنواع البناء الأخرى في تجنب النظام البنيوي (structural-order).

### الفصل 2. الأساس العلمي لإنشاء الأشكال المعمارية
القواعد الرياضية تساعد على تحقيق الاتساق البصري من خلال ربط الاحجام (أو المقاسات) الصغيرة وتلك الكبيرة. هذا الكتاب يطور نتائج حققها كريستوفر الكسندر والمستمدة من الفيزياء النظرية والبيولوجيا. نحن نقترح التسلسل الهرمي للتحجيم مثل ذلك للكائنات الطبيعية، لايجاد عامل اختلاف = 2.7 من الأكبر وصولا إلى الصغير جدا. لإرضاء هذه القاعدة لا شعوريا يُنظر إلى المباني وكأنها اشكال طبيعية بيولوجية. ونتيجة لذلك، فأنها نفسيا تبدو أكثر راحة. زيادة الاتساق هي سمة من سمات العمارة التقليدية والعامية، وهذة السمة لا توجد في العمارة المعاصرة.

### الفصل 3. التعاون الهرمي في العمارة: ضرورة الرياضيات في الزخرفة
القضية هي أن التصميم المعماري يحتاج إلى تنظيم هرمي. وهناك طريقة وصيغة للقيام بذلك، مشتقة على أسس بيولوجية وعلم الكمبيوتر. فركتل البساطة، والتي يوجد فيها تماثل ذاتي تدريجي، تستبدل فكرة المستطيل القديمة. الوحدات المعمارية على مستويات مختلفة هي قادرة على التفاعل بطريقة فعلية لتحقيق خاصية مميزة، التي لا توجد في العنصر الفردي الواحد. نظرية النظم الهرمية تشرح كيفية ربط مستويات مختلفة مع بعضها البعض. في المباني، العلاقة بين المقاييس المعمارية يحدد ما إذا كان ينظر إليها كبنية متماسكة أو مفككة، بصرف النظر عن تصميمها الفعلي.
هذا الفصل يعطي دليل علمي لماذا الزخرفة ضرورية للتفاعل الشامل بين الأشكال المعمارية، وبالتالي فهو مراجعة لإحدى المبادئ الأساسية في تصميم الحداثية.

#### فهرس المحتويات
- محاولات لإضفاء الطابع الرسمي على عملية التصميم
- أشكال مع ودون التقسيمات الهرمية
- المقاييس المعمارية
- البساطة، الفركتل، والصورة الذهنية
- مقاييس مختلفة في التصميم
- التأثير العاطفي من المقاييس المعمارية
- التسلسل الهرمي وخصائص جديدة
- الضرورة الرياضية للزخرفة
- التناظر يُولد المقاسات الأكبر
- أساليب التفاعل بين المستويات المختلفة
- اعتبارات عملية للتصميم
- عامل التحجيم لبمثالي
- الخلاصة

### الفصل 4. العمارة، الأنماط والرياضيات
هذه النص يركز على أهمية النمط المعماري في التنمية الفكرية للإنسان، وعلى دراسة كيف ان مواقف القرن العشرين تجاه الزخارف والنمط المعماري افقرت تجربة الإنسان سواء في الرياضيات وفي البيئة المبنية.
1. مقدمة
2. علم النمط
3. أنماط السكندرى كحلول معمارية موروثة
4. الرياضيات والعمارة
5. تناقضات العمارة
6. الرياضيات الكلاسيكية والحديثة : هل هناك تقارب مع العمارة؟
7. الحركة المناهضة للفركتل
8. الأساليب المعاصرة في مرحلة ما بعد الحداثة
9. النماذج الرياضيات للبيئة
10. المعلومات والتعقيد (Information and complexity)
11. استنتاج
12. المراجع

#### مقدمة
إن العلاقة التقليدية الوطيدة التي تربط بين الرياضيات والعمارة قد تغيرت في القرن العشرين. ليس لدى طلاب العمارة أي خلفية بالرياضيات. على الرغم من هذة المشكلة، إلا أن هناك احتمالية أكثر خطورة تكمن في أن علم العمارة والتصميم الحديث قد يكون محفزا للعقول وبطرق تفكير غير مرتبطة بالرياضيات. إن الحركة الحديثة تقمع النمطية في العمارة وهذا له تداعيات عميقة على المجتمع بشكل عام. الرياضيات هو علم الأنماط. إن حذف الأنماط من علم العمارة في القرن العشرين يؤثر على قدرتنا على معالجة وتحليل الأنماط في أفكارنا. الأنماط الفكرية في الرياضيات تقع الآن خارج نطاق علم العمارة العالمي.
أساتذة الرياضيات يشتكون من تناقص الرغبة في هذا العلم، والتي أدت إلى تناقص المعرفة الرياضية لدى الطلاب، بتناقض واضح مع تزايد التقدم التكنولوجي. هنا يتم طرح العامل البيئي وعلاقته مع علم الرياضيات. فكرة الكاتب تناقش القاعدة النظرية التي تكمن خلف علم العمارة عبر الأزمنة وفي المناطق المختلفة. مؤخراً تم إيضاح أن العمارة التقليدية بالأصل تخضع لقواعد رياضية التي حذفت في عمارة القرن العشرين.
عندما النمط الهندسي مشابه لنفسه على مقاسات تدرجية فهو معرف بالنمط الفركتلي. مبدأ هذه الأنماط يتسع ليشمل أي من الحلول الفراغية. إن الفكرة الكامنة هنا هي إعادة استخدام المعلومات، سواء بتكرار الوحدة الواحدة لتوليد تصميم ثنائي الأبعاد‘ أو بإعادة استخدام حل عام لفئة من المعادلات التفاضلية.
علماء النفس البيئيين يعلمون أن المحيط لا يؤثر فقط في طريقة تفكيرنا بل يؤثر أيضا على تطوره. المعلومات الرياضية التي ندركها من البيئة تولد ردود فعل إيجابية عاطفيا..إذا تمت تربيتنا في بيئة مناهضة للرياضيات فإن هذا يؤثر يشكل سلبي على رغبتنا في الرياضيات وعلى قدرتنا في إدراك مبادئها. هل العيش في بيئة خالية من الأنماط يضعف أو حتى يفقد الإنسان قدرته على تشكيل الأنماط؟. على الرغم من عدم وجود جواب أكيد لهذا السؤال فإن مضموناته مقلقة، مع وجود نقد قوي للعمارة المعاصرة لافتقادها النوعية فإن النقد الموجود في هذا الكتاب هو أعمق. هذه ليست مناقشة عن أفضليات التصميم أو أشكاله بل تصب اهتمامنا الرئيسي في قدرة العقل البشري على التدريب العملي.

### الفصل 5. الحياة والتعقيد في الهندسة المعمارية وعلاقتها بالثرموديناميكية
مستوحى من الثرموديناميكية، النموذج البسيط الذي استخدم من قبل كريستوفر الكسندر لتقدير بعض الصفات الفعلية للمبنى.
- درجة الحرارة T في العمارة تعرف بأنها درجة التفاصيل: الانحناء، والألوان في الأشكال المعمارية ؛
- التناغم المعماري H يقيس درجة التماسك (coherence) والتناسق الداخلي (internal symmetry). هذا النموذج يتنبأ عن التأثير العاطفي للبناء. الانطباع عن مدى «الحياة» الموجودة في مبنى ما، تُقاس بكمية (L=TH) والتعقيد المتصور للتصميم يقاس بكمية (C = T (10 - H))، حيث (10-H) يساوي الإنتروبيا المعمارية (entropy , يعرب أحيانا بكلمة اعتلاج، عندما يمر نظام فيزيائي من حالة منتظمة إلى حالة مضطربة أخرى، تزيد الإنتروبيا). بمساعدة هذا النموذج، الهياكل الجديدة يمكن أن تكون مصممة لزيادة الشعور بالحياة بشكل كبير، دون أن تنسخ المباني القائمة.

#### استنتاج
نموذج الشكل المعماري مستوحى من الديناميكا الحرارية. عن طريق قياس درجة الحرارة T والانسجام المعماري H ، تُقدر الحياة المعمارية L للبناء قياسا إلى إلإمكانات الحرارية. بشكل لا يصدق، القيمة المحسوبة L في هذا الطريقة، يتوافق مباشرة مع الإدراك العاطفي لحياة لبناء ". هناك إمكانيات مختلفة، التعقيد المعماري C، هو مزيج من T وH . مرة أخرى، القيمة المحسوبة C في أي مبنى تتوافق مباشرة مع ما هو مدرك عاطفيا من "تعقيد" لذلك المبنى. هذا يثبت على انه يوجد صلة بين الصفات المتأصلة للأشكال المعمارية، والاتصال اللاوعي التي تقيمها مع الناس.
هذا النموذج يمثل أول محاولة لتحليل العمارة بأسلوب كمي. في حين أن النتائج تعتمد على تعريف مفصل لهذه المتغيرات، والمبادئ الأساسية هي قوية إلى حد ما. واحدة من النتائج يميز بطريقة نقدية المباني التاريخية من تلك للقرن ال20. قد تجلى هذا بشكل دراماتيكى للتعقيد المعماري C مقابل الحياة المعمارية L لخمسة وعشرين مبني شهير.. المباني التقليدية تستمد هيكلها من العمليات الفيزيائية والبيولوجية، في حين أن النماذج الحداثية تسعى إلى الابتكار من خلال ميزات لا توجد في الطبيعة.
هذا الوصف الكمي للعمارة يعتمد على المباني نفسها. نظرنا إلى المباني المعزولة، وأعطينا لهم مكانا على مقياس كمي. هذا النموذج، الذي يتبع أفكار كريستوفر الكسندر، يُطبق أيضا على أثر البناء الموجود في بيئته الطبيعية. نهج الكسندر الشمولي، يرى أن البناء وبيئته يعتبروا وحدة كاملة. مقياس الانسجام المعماري يكون صحيح بصفة خاصة عند تجاور المبنى مع المباني المجاورة، والمناظر الطبيعية، والسماء والأرض. حتى لو كان بناء متوازن داخليا، فإنه يخلق انطباعا منخفض من التناغم وتناقض مع البيئة. البيئة التي بنيت بحياة معمارية عالية تربط كافة هياكلها بالبيئة المحيطة.

### الفصل 6. أجراءات الأنماط
هذا النص يقترح أجراءات عددية لتقييم الفائدة الجماليّة للأنماط البسيطة. أنماط تتألف من عناصر (الرموز، بكسل، الخ) في صفائف مربعة منتظمة. هذه الإجراءات تعتمد على اثنتين من الخصائص النمطية : عدد الأنواع المختلفة لكل عنصر، وعدد التماثلات في الترتيب.
نحدد إجراءين متكاملين للتركيب L و C للحصول على درجة النمط في التصميم، ويحسب لهم هنا ل2x2 و 6x6 من الصفائف. النتائج تميز الحالات البسيطة من تلك عالية التباين. نعتقد أن الإجراء L يتوافق مع الدرجة التي فيها البشر يشعرون فطرياً ان التصميم «مثير للاهتمام»، ولذلك فإن هذا النموذج من شأنه المساعدة في عملية التقييم الكمي للاتصال المرئي بين التصميمات ثنائية الأبعاد والمشاهدين. الإجراء التركيبي الأخر C يعتمد على ميزة الخصائص العددية ومدى عشوائية الصفيف (array). الجمع بين تنوع الرموز وحسابات التماثل تسمح لنا بتوظيف التحجيم الهرمي لحساب التأثير النسبي للمستويات القياسية المختلفة. لتحديد البنية الثانوية، يمكن لنا أن نميز بين الأنماط المنظمة وتلك المعقدة الغير المنظمة. الإجراءات الموصوفة هنا لها علاقة بوصفات نظرية مستمدة من عمل علماء النفس في تحليل البيئة المرئية.

#### محتويات
1. مقدمة
2. الإجراءات
3. تعقيد وأنماط
4. أمثله ثنائية الرمز 2x2
5. تعميم النظام الهرمي
6. أمثله رباعية الرمز 6x6
7. أثر العيوب
8. اجوبة نفسية
9. استنتاج

### الفصل 7. القيمة الحسية للزينة
(شارك في التأليف تيري Mikiten وهينغ سينغ يو)
الزخرفة هي عنصر ضروري في أي عمارة تهدف إلى التواصل مع البشر. كبت الزخرفة، من ناحية أخرى، يُنتج أشكال غريبة ويُولد قلق نفسي وفسيولوجي. أوائل القرن العشرين المعماريين اقترحوا اجراءات وتغييرات جذرية في الأسلوبية—التي هي الآن معتمدة عالميا—دون أي فكرة عن كيفية عمل نظام عقل وعين الإنسان.

#### محتويات
1. مقدمة
2. معنى الإدراك البصري
3. كيف العين تمسح (scan) الصورة
4. فسيولوجيا نظام العين مع الدماغ
5. الترتيب المرئي (Visual ordering)، والأنماط
6. اللون والذكاء
7. ضرورة الزخرفة
8. الزخرفة والكتابة
9. استنتاج

#### مقدمة
هذا النص يناقش ضرورية الزخرفة بالنسبة لنا لأنها تؤثر إيجابياً على الشكل المعماري. في مقال سابق، عام 2000 قدم سالينكاروس أسباب رياضية لهذه الضرورة. التماسك (أو التفاعل) البصري للأشكال المعقدة، كما حُددت من نظرية النظم، يتطلب بنية فرعية على جميع المستويات : من الحجم الكلي للبناء، وصولا إلى تفصيل حبيبات المواد. البنية الطبيعية (فركتل) لها هذة الخصائص. إذا الأشكال المصنوعة من الإنسان تفتقر إلى بنية منظمة على أكثر من مقياس، فإنها تُدرك على انها غير متماسكة بصرياً، وبالتالي غريبة عن مفهومنا للعالم. التركيب الثانوي (substructure) للبناء على طائفة من المقاييس من متر إلى ملمتر، عادة ما يتحقق عن طريق الزخرفة التقليدية.
المؤلف يناقش هنا كيف أن الفسيولوجيا العصبية (neurophysiology) تتطلب مدخلات بصرية (visual input), من البيئة المحيطة، تحتوي على الكثير من خصائص الزخرفة التقليدية. تشكيلتنا المرئية والعقلية مرتبطة، من خلال عمليات التطور البشري، بثراء المعلومات البيئة. هذه الخلفية البيولوجية ساعدت على تفسير مسألة: لماذا الإنسان خلق الزخرفة. المؤلف يقدم هنا عدة قواعد مستمدة من جهازنا المعرفي (cognitive apparatus) -- هذه القواعد تهدف إلى المساعدة في فهم كيف ندرك بصريا الأشكال المتسقة. وبعد ذلك يناقش العلاقة بين القواعد المعرفية (cognitive rules) ونشوء الزخرفة.
المؤلف يقترح موضوعين ضد التقليلية (أو الحد الأدنى-minimalist) والتصميم العشوائي للأشكال المعمارية. واحد منهما يسبب القلق والاضطراب النفسي، لأنها تمنع البشر من الاتصال عقليا مع البيئة المبنية من خلال معلومات مفيدة. والسبب الآخر هو التشابه (resemblance) بين الحد الأدنى لبيئة مبنية، والرؤيا الطبيعية لبيئة معقدة من قبل أشخاص يعانون من تلف في جهاز الإدراك الحسي. ويبين المؤلف كيف أنواع مختلفة من أذى العين والدماغ تنج بالضبط من نفس الآثار التي تنتجها تقليلية التصميم الفوضوي.
.

### الفصل 8. التكاملية وعدد الاختيارات في التصميم
(شارك في التأليف Débora M تيخادا)
التنظيم البصري للأشكال تنقل معلومات إلى الناس من خلال الأسطح والهندسة التي تعرضها. التجربة البيئية يعني التفاعل الحميم بين الإنسان والسطوح والفراغات، الأمر الذي يؤثر في عواطفنا وحالتنا الفسيولوجية، وبالتالي أداءنا. سواء الأسطح الخارجية والداخلية للبناء تتصل بطريقة إيجابية مع عاطفية المستخدم ؛ الذي يبقى محايدا إذا لم يكن هناك أي تأثير، أو التصرف بطريقة سلبية نتيجة النفور من المعلومات الموجودة في الفراغ المحيط. على الرغم من أن صفات السطوح عادة ما يفترض أن تكون منفصلة عن هندسية المكان في المبنى، فهما في الواقع مترابطتين، ويساهمان معا في كيفية استجابة الناس لمحيطهم.
العمارة التقليدية تستخدم هذه الآلية لإقامة علاقة إيجابية. في القرن العشرين تم إهمال هذه الآلية وذلك للتركيز فقط على الشكل الهندسي. بالرغم من الارتباط العاطفي القائم بين الإنسان والبيئة، فهو في كثير من الحالات ينشئ مثل تلك الابنية. ردة الفعل العاطفية تعتمد على المعلومات العصبية الفسيولوجية المدركة.
البيئة التي تفتقر الملمس واللون والزخرفة، هي معاقبة للإنسان، كما حدث مثلا في تصميم السجون على مر التاريخ. من وجه نظر أخرى، وجود بيئة مشحونة جدا بالمحفزات البصرية والمنبهات الغير منسقة – مثل مصابيح النيون في لاس فيغاس—تتجاوز المدخلات الحسية التي لا يمكن التغاضي عنها.
نطمح في كسب المعانى من بيئتنا ونشعر بالامتعاض من البيئات التي لا تبث أي معنى، إما لأنهم يفتقرون إلى المعلومات البصرية، أو لأنهم يقدمونها بشكل غير منظم (كلينجر وسالينكاروس -2000). المعلومات دفعت تنميتنا التطورية : رؤية وذكاء الإنسان زادت قدرتنا على معالجة المعلومات (processing information). العين والدماغ من آلية واحدة. التصميم هو في حد ذاته نتاج لرؤية الإنسان وذكاءه، وبالتالي تعقيد التصميمات التقليدية تلبي الاحتياجات المعرفية لدماغ الإنسان. الذي لديه الدافع للبناء ولتوسيع نطاق وعيه في مجالات أوسع.

### الفصل 9. لغتان العمارة
التصميم في العمارة والعمران تسترشد بلغتين متميزتين ومتفاعلتين بينهما : لغة النمط (pattern language)، ولغة الشكل (form language). لغة النمط تحتوي على قواعد لكيفية تفاعل البشر مع النماذج المبنية—لغة النمط تحتوي على الحلول العملية التي تطورت على مدى آلاف السنين، والتي هي مناسبة للعادات المحلية، والمجتمع، والمناخ. لغة الشكل، من جهة أخرى، تتألف من قواعد هندسية لجمع المسائل معا. البصرية والتكتونية (tectonic)، تنشأ عادة من المواد المتاحة ومن استخدامات الإنسان وليس من الصور. لغات مختلفة الشكل تتوافق مع التقاليد المعمارية المختلفة، أو الأنماط. المشكلة هي أنه ليس جميع لغات الشكل قابلة للتكيف مع مشاعر الإنسان. تلك التي لا يمكن أن تتكيف لا يمكنها ان تتصل أبداً بلغة النمط. كل أسلوب لتصميم تكيفي يجمع بين لغة النمط مع لغة نموذج قابلة للتطبيق، وإلا فإنه تلقائيا بنشئ بيئات غريبة (alien environments).

#### محتويات
1. مقدمة: لغة النمط ولغة الشكل
2. ربط لغة النمط بلغة الشكل
3. الأنماط المضادة (Anti patterns) لا تعرف لغة
4. المقارنات في التواصل البشري.
5. التركيب الداخلي للغة الشكل
6. انتقال النمط كالفيروس
7. الحد الأدنى للتعقيد وعمليات الحياة (Minimal complexity and life processes)
8. العمارة كعملية معيشة
9. العمارة الجديدة
10. استنتاج

#### استنتاج
قدم هذا النص نظرية تصميم تعتمد على الجمع بين نوعين من اللغات : لغة النمط، ولغة الشكل. لغة نمط ترمز إلى عناصر التفاعل الإنساني مع المباني التي يمكن العثور عليها في العمارة التقليدية والتعمير (urbanism).
لغة الشكل تتوافق مع أي طراز هندسي لمبنى أو لمنطقة الحضرية. من حيث المبدأ، هناك حرية كبيرة في اختيار لغة الشكل. ومع ذلك، لغة الشكل الذي تُستخدم في عصرنا ليس معقدة بما فيه الكفاية لتحديد أي لغة، بل بيئات غير صالحة للاستخدام البشري. وعلاوة على ذلك، اعتماد لغة تبسيطية للشكل، مثل الحداثة، لن يكون ابدأ مقنع لضمان احتياجات الإنسان.

### الفصل 10. العمليات الداروينية والميمي في العمارة: نظرية الميمي للحداثة
(A Memetic Theory of Modernism) (شارك في التأليف تيري Mikiten م.)
عملية التصميم في العمارة توازي عمليات إنشاء مماثلة في البيولوجيا والعلوم الطبيعية. هذا الفصل يبحث في كيفية تطبيق نظرية دارون (الاصطفاء الطبيعي) في العمارة. مراحل متعددة من التصاميم ولّدت مجموعة من الاختيارات للمعايير المستخدمة. الهدف من معظم العمارة التقليدية هو في تكييف التصميم للحاجات الجسدية والنفسية للإنسان. في نفس الوقت، ومع ذلك، نمطا معينا من العمارة يمثّل مجموعة من الميمي (memes) البصرية التي يتم نسخها لطالما النمط بقيَ مفضل. الاختيار الدارويني يفسر أيضا لماذا أشكال الحد الأدنى الغير تكيفية للنمط الحداثي نجحت في التكاثر المستمر. والسبب هو لأنهم يتصرفون مثل الكيانات البيولوجية البسيطة مثل الفيروسات، والتي تتكاثر أسرع بكثير من أشكال الحياة الأكثر تعقيدا. هكذا، الرؤية البسيطة للميمي تتطفل على التعقيد المنظم للبيئة المبنية

#### محتويات
1. -- مقدمة.
2. -- أسلوب الحداثة
3. -- التصميم كعملية داروينية.
4. -- الميمي (Memes)والعمارة.
5. -- شرح النجاح الغير محبب للحداثة.
6. -- المنافسة في أوائل القرن العشرين للطرز المعمارية.
7. -- تغليف الصور في العقل.
8. -- وجهان للتغليف.
9. -- عتبة التعقيد.
10. -- كيف العمارة تديم الميمي الحداثية.
11. -- الحداثة أصبحت مؤسسة.
12. -- الخاتمة.

- المراجع.

#### الخاتمة
فكرة التصميم كعملية داروينية تقوم على الاصطفاء (أو الاختيار), لها تشعبات مثيرة للاهتمام في العمارة ككل. هذا النص يشرح كيف أن التصميم نشأ في عقل الإنسان ويكشف الانقسام بين أساليب التصميم التي تعتمد على القوالب النمطية، وتلك التي تعتمد على التكيف مع احتياجات الإنسان. كل من الأدب الشعبي والعمارة يعودون إلى موضوع أن معظم مباني القرن العشرين، لا توفر الراحة العاطفية لمستخدميها مقارنة بالمباني القديمة—التي تم إنشاؤها بنمط، وأكثر تحررا وبقدرة على التكيف.
ومع ذلك، على الرغم من هذه الانتقادات الشديدة، بعض الأنماط المرئية ما زالت تسيطر على ممارسة البناء والتصميم. إجابة واحدة لماذا يحدث هذا يأتي من الميمي البصرية: مفاهيم ذات اكتفاء ذاتي، تتجسد في الذاكرة البشرية. أصلا أدخلت في مناقشة البيولوجيا التطورية، الميمي تستخدم أيضا لشرح أسئلة مثل: لماذا أسلوب الحداثة حقق نجاحا ملحوظا في تشريد الأنماط المعمارية التقليدية.

### الفصل 11. أساليب التصميم والذكاء الجماعي
طريقتين للتصميم التكيفي من أعلى إلى أسفل وبالعكس ينطلقان من القاعدة أنهما متكافئتان من الناحية النظرية. بالرغم من اختلافهما الجذري من الناحية ألتطبيقية، كل واحدة يمكن أن تساعد الأخرى أو مجتمعتان في مشروع معين. تعتمد كلا الحالتين على الحلول التقليدية في ترميز البيئة المبنية التي تمثل المنتج لذكائنا الجماعي. تنفيذ هذه الإعمال لإعادة بناء عالمنا يمكن أن يؤدي إلى درجة غير مسبوقة من دعم للحياة البشرية على المستوى المعماري والحضري.

#### محتويات
1. مقدمة
2. التصميم الدارويني
3. خوارزميات الفرز كقياس للتصميم
4. نظرية التطور الداروينية للخوارزميات
5. فهم لأنماط والمباني
6. من أعلى إلى أسفل مقابل من أسفل إلى أعلى في التصميم
7. الذكاء الجماعي
8. النمو والتنظيم الذاتي
9. قابلية التكيف ومعلومات التغذية العكسية
10. استنتاج

#### الاستنتاج
العمارة يجب أن تستند إلى الفهم العلمي لمبادئ التصميم على التكيف. لقد وصف المؤلف العمليات الداروينية ودورها في التصميم باستخدام برنامج الكمبيوتر المتطورة (عدد الافرازات الخوارزمية- a number-sorting algorithm. حلول متطورة للحصول على التعقيد الذي غالبا ما يتجاوز معلومات فرد من البشر. لهذا السبب البناء التقليدي للبيئة هو نتاج ذكاء جماعي (مثل الذي يظهرة مجتمع الحشرات) يطبق لتعميق مفاهيم البشر للشكل. أساليب التصميم التكيفي من أعلى إلى أسفل ومن أسفل إلى أعلى، شُرحت بالإشارة إلى نتائج نظرية التعقيد. سوء فهم قديم، اعتبر تلك الاساليب متناقضة بينها، الذي تم إيضاحة، طالما أنهما اساليب للتكيف، تلك الطريقتين حسابيا متكافئتين.
لقد انتقد المؤلف أيضا عفوية أساليب التصميم الغير تكيفية التي استخدمت في العقود الماضية. حيث المعماريون استبدلوا الحلول المناسبة للاحتياجات التاريخية للرجل بصور ساذجة ونماذج تدل على عدم فهم دور التصميم. وأدخلوا أيضا الغطرسة إلى هذه المهنة، والتي بجمعها مع تلك الطرق الغير تكيفية في التصميم، أصبحت أمور البيئة المبنية أكثر فأكثر مختلة وظيفيا، بل وحتى في بعض الأحيان غير إنسانية. يبدو أنه على الرغم من تكرار التغطية الإعلامية التي تدعو إلى تبني أساليب تصميم وفقا لمبادئ التكيف، فإن هذه الحركات المعاصرة في مجال العمارة والعمران لا تظهر أي علامة تباطؤ. ويعتقد المؤلف أنه حان الوقت لإعادة بناء بيئة فعالة تدعم بشكل أفضل الحياة البشرية. هذا النص اقترح قاعدة للقيام بذلك

### الفصل 12. التعصب الهندسي
التعصب الهندسي" يسعى لفرض هندسة بسيطة من الأحجام مثل المكعبات، والأهرامات واللوحات المستطيلة للبيئة المبنية. وهذه تعرف كسمة من سمات العمارة والتخطيط في القرن العشرين . الأكثر تعقيدا هي هندسة ما قبل القرن العشرين، حيث الحداثة دمرت العمارة والثقافات التقليدية. التعصب الهندسي يُعد جزئيا مسؤولاً عن الاستياء الذي يشعر بة بقية العالم ضد الدول الصناعية الغربية، لأنها حلت محل المباني التقليدية والمدن، بهياكل ذات إدراك غريب.
هذه الفلسفة على الأشكال الهندسية لها عواقب اجتماعية وأثار اقتصادية كبيرة، لانها تُولد قوى مناهضة للعولمة. الحركة الحداثية وعدت بطريقة راديكالية بمجتمع مثالي جديد بالاستناد إلى عقيدة أساسية في التجريد البدائي. ولكنها أنشئت الأمراض المألوفة عالمياً من فوضى بيئية. المعماري والمخطط لو كوربوزييه البالغ التأثير في القرن العشرين، اُفتتن، انذاك، يهندسة الآلة التقليلية، والتي فُرضت على المباني والمدن في جميع أنحاء العالم.
سوء تطبيق التجريدات الابتدائية يشكل خطأ معرفي فادح، والذي فشل في تلبية الهدف الرئيسي للعمارة، وهو إنشاء بيئات إنسانية مُرضية. وبالتوازي، هناك تجريدات شمولية أخرى في القرن العشرين، ولا سيما تلك التي ارتكبها النازيون في سعيهم للحصول على الجنس الحاكم النقي (a pure "master race").

#### محتويات
1. مقدمة
2. المنافسة الدينية
3. الاعتداء على الثقافات التقليدية
4. التبسيط الهندسي مقابل التواصل
5. عمارة الألفية الجديدة
6. التجريد وفقدان المقاسات الصغيرة
7. لو كوربوزييه والتعصب الهندسي
8. العمارة الكلاسيكية
9. التعصب الهندسي كقوة حاسمة في القرن العشرين فن العمارة
10. والتكاملية والتجانس
11. الأصولية الهندسية مقابل الأثرية
12. التجريدية في خلق وتدمير المباني
13. الجذور السياسية للتجريد الإنسان من إنسانيته في العمارة
14. الحاجة إلى التجريد في تدمير طبقات المجتمع
15. استنتاج

#### الاستنتاج
التعصب ذات الطابع الهندسي يكمن في صميم التخطيط والتصميم الحداثي. نحن مقتنعون بأنة دمر مدننا وجعل لاإنسانية حتى المباني العادية. التعصب الهندسي لعب دورا في خلق استياء ضد الدول الصناعية الغربية التي لها نفوذا تجاري مستمر على فنون البناء، بيد أن فهم أساسها الفلسفي هو حاجة ملحة قبل تنفيذ أي تغيير ممكن. يجب علينا أن نفهم نقاط ضعف الحداثة في ضوء رؤى جديدة للبنية الطبيعة الغنية، ولبنية مرحلة ما قبل التصميم الحديث في جميع أنحاء العالم. عندئذ فقط يمكننا أن نفعل كل ما فعلوا المصممين على مر التاريخ: نتعلم من الماضي، وتوليف المعرفة حسب العصر والمكان. اليوم نمتلك أدوات رياضية جديدة التي يمكن أن تنشطنا بينما نغرس تواضع جديد حول تعقيدات الطبيعة والعمارة العامية. نعتقد أنة حان الوقت لإنشاء عمارة جديدة. خلافا لأمل الدونكشوتين الحداثيين، لم نوصل إلى نهاية العمارة.

### الفصل 13. العمارة كالعبادة
كيف يمكن لمهنة الهندسة المعمارية الحالية الصمود والتصدي بنجاح لمحاولات الإصلاح؟ أعتقد أن الجواب هو أن هذه الظاهرة موجودة في النظام. الهندسة المعمارية هي عبادة (cult)، وآخر شيء تريده العبادة هو أن تتحول إلى انضباط علمي سليم. والسبب هو أن هذه الأنظمة لها هياكل داخلية مختلفة جدا، التي تولد بدورها نموذج للسيطرة على السلطة. ليس هناك انتقال سلس من العبادة إلى الانضباط على أسس ومبادئ منطقية

العمارة لم يتم إعدادها لتكون مستقرة لتلقي مدخلات علمية. في مجال العلوم، يوجد استقرار طويل الأمد في النظام. على النقيض من ذلك، الهندسة المعمارية المعاصرة، مثل أي نظام آخر لا يقوم على الاعتقاد العقلاني والتجربة، نظامها معرض لانهيار كارثي لأنها لا تسمح بأي نوع من التغييرات..
في اللحظة التي يقرر المجتمع التخلي عن العمارة كطائفة، واستبدالها بعمارة قائمة على أسس من التفكير المنطقي، سلطة هيكل العمارة الحالي سوف تختفي عن الوجود. وستكون قوة الهيكل الجديد مدعومة من قبل نظام تعليمي جديد. المعماريين المتأسسين يدركوا أن استمرار ازدهارهم يعتمد على إطالة النظام الحالي، ويقومون بهذا العمل بشكل رائع لتعزيز سيطرتهم على المجتمع.